# Amerigo Penzo
Amerigo Penzo (Venezia, 23 dicembre 1910 – Venezia, 13 marzo 1995) è stato un cestista e allenatore di pallacanestro italiano.
Ha raggiunto l'apice della sua carriera a cavallo della seconda guerra mondiale: ha vinto un titolo italiano maschile da giocatore e uno femminile da allenatore, per poi venire nominato commissario tecnico della nazionale maschile.

## Carriera

### Giocatore
Giocò nella Reyer Venezia, con cui vinse lo scudetto nella stagione 1941-42. Con 32 anni, era l'elemento più anziano della squadra, ma comunque agile e punto di forza della difesa, solitamente marcatore del miglior giocatore avversario. Ha giocato in precedenza per quattro anni nell'Audax Venezia e dal 1935 è passato alla Reyer.

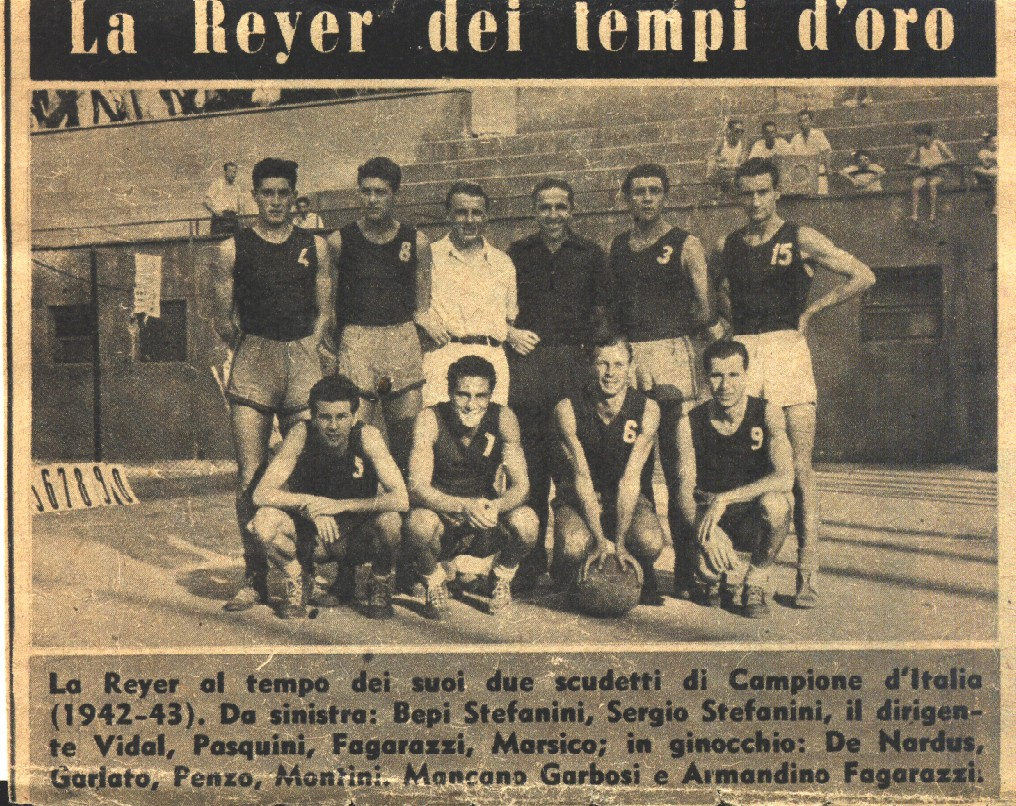
Penzo (accosciato, secondo da destra) con la Reyer campione d'Italia 1941-1942.

### Allenatore
Come allenatore esordì con la stessa Reyer, sezione femminile, vincendo il titolo italiano nel 1945-46. Nel 1948-49, 1949-50 e 1950-51 allenò la sezione maschile, ottenendo un terzo posto, un ottavo e un quarto.
Sostituì Giancarlo Marinelli sulla panchina della nazionale italiana di pallacanestro a Bari l'8 marzo 1952, in occasione dell'incontro Italia-Belgio 31-43. Nella stessa stagione subentra a Venzo Vannini sulla panchina della Virtus Bologna, annunciato il 3 marzo 1952. Negli anni cinquanta viene chiamato da Varese, subentrando a campionato in corso.
Dal 1958 al 1962 dirige la Grifone Catania, con cui conquista la in Serie A tramite ripescaggio. Allenò la formazione etnea a tre riprese, conquistando una salvezza allo spareggio nel 1960-1961.
Negli anni successivi viene ingaggiato dalla Federazione dove svolge la mansione di allenatore federale per il centro/sud. Dopo un'esperienza in una squadra femminile di Treviso, nel 1966 allena la Virtus Ragusa, in sostituzione di Paolo Cianfrini. La squadra finisce ultima in Serie B e retrocede. Nel 1968-1969 allena invece l'Unione Sportiva Palermo. Conclude la sua attività come responsabile del settore giovanile della Reyer-Splugen Venezia dove svolge anche attività di osservatore.

## Palmarès

### Giocatore
- Campionato italiano: 1

Reyer Venezia: 1941-1942

### Allenatore
- Campionato italiano: 1

Reyer Venezia: 1945-1946